# Phalangium grossipes
Phalangium grossipes is een hooiwagen uit de familie echte hooiwagens (Phalangiidae).